# Jan de Haas (pasteur)
Pour les articles homonymes, voir Haas.
Jan de Haas, né le 12 avril 1950 à Maassluis, aux Pays-Bas, et mort le 28 janvier 2016, est un pasteur de rue protestant de nationalité néerlandaise, exerçant à Lausanne dans les années 1980 et 1990. Il est le père du consultant vocal Robin de Haas.

## Biographie
Jan de Haas naît le 12 avril 1950 à Maassluis, aux Pays-Bas,. Il passe son enfance à Rotterdam. Deuxième d'une famille de sept enfants,,, il est issu d'une grande famille de constructeurs de bateaux. Son père est directeur de chantiers navals. 
Lors de son adolescence, où il expérimente les psychotropes, il fait la connaissance du religieux catholique Huub Oosterhuis (en). C'est cette rencontre qui lui donne envie de devenir prêtre. Après un séjour de plusieurs mois aux États-Unis, il décide de faire des études de théologie. Il les entame à Leyde et Amsterdam et les termine à l'Université de Lausanne en 1976,. Il rencontre sa future épouse, née Geneviève Grandchamp, d'origine broyarde, à l'âge de 21 ans, lors d'un séminaire de communication en Suisse,. Ils auront deux enfants,, Anne-Klazien et le consultant vocal Robin de Haas. Lors de ses études à Lausanne, Jan de Haas vit dans une ferme communautaire à Daillens,. 
Il est nommé pasteur dans l'Ouest lausannois en 1978, à Chavannes-Épenex, où il découvre la réalité de la toxicomanie.  
Il est pasteur de la paroisse de Saint-Luc à Lausanne à partir de 1982 et pasteur de rue à mi-temps à partir de Pâques 1991, officialisant un travail qu'il faisait déjà.   
Il quitte ce poste en septembre 2002 pour devenir délégué pour l'Europe orientale et le Caucase à Erevan, en Arménie, pour l'Entraide protestante suisse,, puis exerce à nouveau le pastorat à Moudon, à l'Église Saint-Étienne, de mai 2004 à avril 2015, année où il prend sa retraite. Il ouvre une Épicerie du cœur, à Moudon, où les démunis peuvent se fournir gratuitement en nourriture tous les jeudis.  
Il a été membre du Conseil communal de Moudon dans les rangs du Parti socialiste. Il est également président de la Fédération des centres de loisirs de Lausanne pendant plusieurs années jusqu'en 1992.  
Il meurt le 28 janvier 2016,.

### Pastorale de rue
Son poste à Lausanne est créé par les paroisses protestantes pour atteindre les gymnasiens, les réfugiés et les marginaux. Il exerce ce ministère en parallèle à celui de Mère Sofia et le définit comme suit : « rencontrer, accueillir les gens qui sont à la rue, leur révéler leur beauté ». À partir de 1995, il est également chargé d'accompagner les malades du sida,,.

« Aux yeux de Dieu, la marge, c'est le centre. »

À ce poste, il distribue des seringues propres aux toxicomanes sans autorisation et réhabilite notamment la chapelle de la Maladière à Vidy, où il organise un culte pour les marginaux tous les dimanches soir. En 1997, l'Agence télégraphique suisse rapporte que les locaux de la pastorale, ouverts le 1er octobre 1995 à la rue de l'Ale et comptant une trentaine de bénévoles en plus de Jan de Haas et de la diacre, « accueillent entre 80 et 100 personnes par jour ».
En 1999, Jan de Haas ouvre Le Passage, lieu d'accueil de jour pour les sans-abri situé dans le quartier du Vallon à Lausanne.
Son travail débouche sur la création par l'Église évangélique réformée du canton de Vaud d'un demi-poste par région pour un « ministère de solidarité ».

« En douze ans, je ne me suis pas habitué à la misère et la solitude crasse. [...] L'extrême pauvreté est et reste un scandale et une anomalie dans un pays riche comme le nôtre. »